# Guer
Guer település Franciaországban, Morbihan megyében. Lakosainak száma 6056 fő (2022. január 1.). Guer Plélan-le-Grand, Loutehel, Les Brulais, Comblessac, Monteneuf, Beignon, Saint-Malo-de-Beignon, Porcaro, Val d'Anast és Carentoir községekkel határos.

## Népesség
A település népességének változása:
| Lakosok száma | 5757 | 5657 | 5794 | 6369 | 6310 | 6299 | 6192 | 6091 | 6079 | 6056 |
|               | 1968 | 1982 | 1990 | 2006 | 2013 | 2015 | 2017 | 2019 | 2020 | 2022 |